# Brocken
De Brocken in de Harz is met 1141,2 meter de hoogste berg van Noord-Duitsland. De Hochharz, waarvan de Brocken deel uitmaakt, ligt in het Nationaal Park Harz.

## Geschiedenis

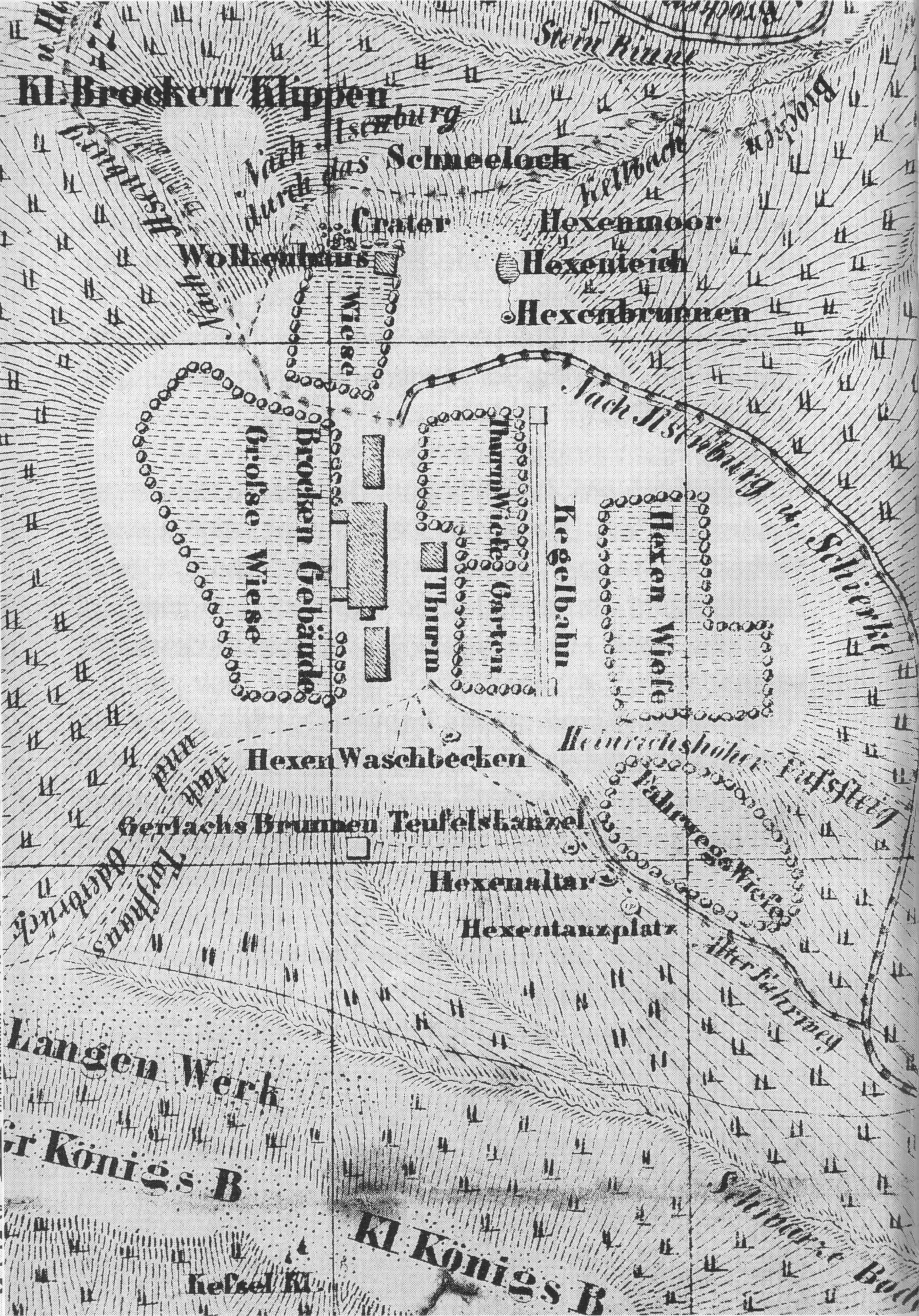
Plattegrond uit 1849 met de rituele heksenplaatsen

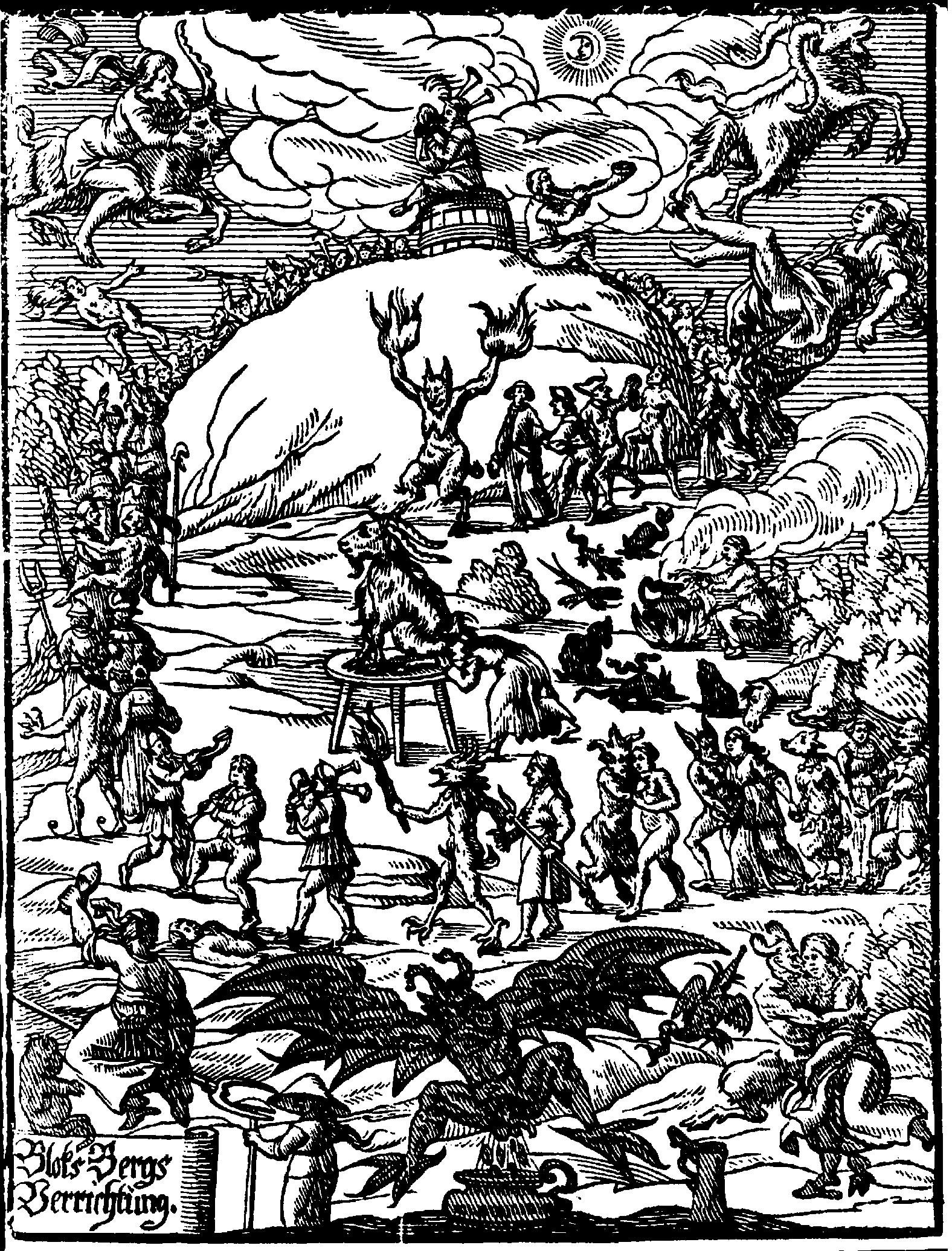
Heksensabbat op de Blocksberg, Johannes Praetorius, 1668

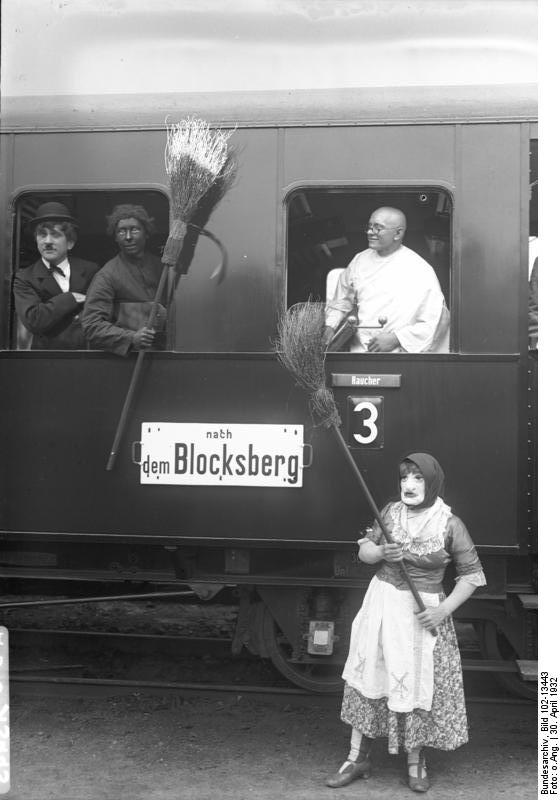
Walpurgisnacht, 30 april 1932

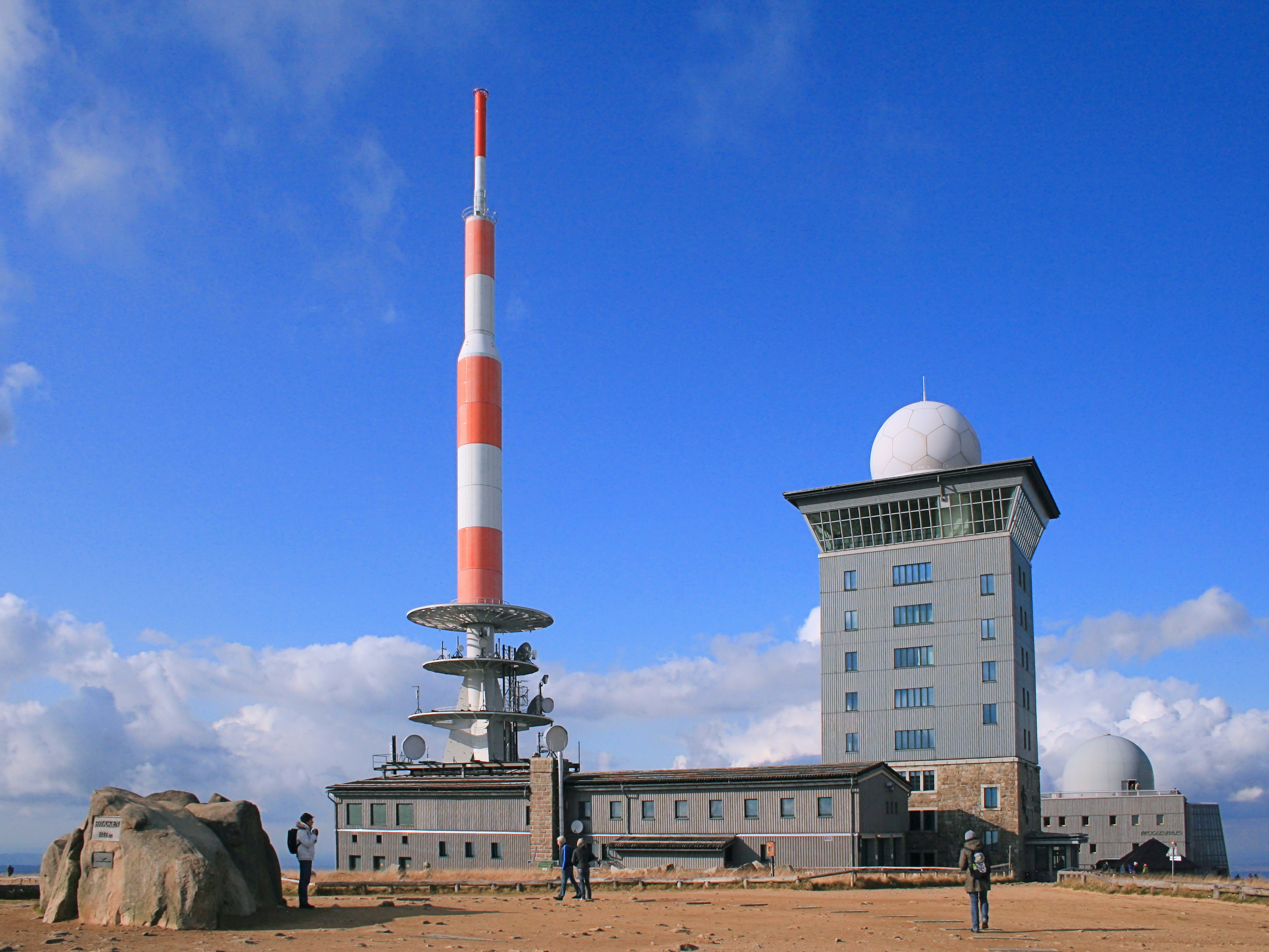
Gebouwen op de Brocken (2008)

De Brocken wordt ook Blocksberg genoemd en is met nogal wat legenden omgeven, waarvan er vele met hekserij in verband staan. In het eerste deel van Goethes Faust speelt de berg een hoofdrol in onder andere een heksensabbat.
De eerste beklimming was waarschijnlijk in 1572. De Duitser Johann Thal (1542-1583), arts en botanicus, beschreef voor het eerst de flora van de Brocken in zijn boek Sylva Hercynia: sive catalogus plantarum sponte nascentium in montibus & locis plerisque Hercyniae Sylvae quae respicit Saxoniam, dat in 1588 postuum werd uitgeven. 
Graaf Christian Friedrich zu Stolberg-Wernigerode (1746-1824), aan wie het gebied behoorde waarin de Brocken ligt, liet het Brockenhäuschen bouwen, een kleine hut voor "toeristen" om in te schuilen. In 1800 werd een eerste herberg gebouwd. In 1850 werd de hoogte van de berg op 1141 meter bepaald. Op 23 juli 1859 brandde de herberg af. In 1862 werd het Wolkenhotel geopend. Professor en botanicus Gustav Albert Peter (1853-1937) richtte in 1890 de eerste Duitse alpentuin in, de Brockengarten, met een grootte van 4600 m². De bouw van het eerste weerstation volgde in 1895. Het smalspoor van de Brockenbahn werd op 27 mei 1899 geopend.
In 1935 lukte het voor het eerst om vanaf de Brocken een televisieverbinding met een mobiele zender tot stand te brengen. In het jaar daarop werd de eerste televisietoren ter wereld op de berg gebouwd. In 1937 werd de Brocken, samen met de Wurmberg, de Achtermann en de Acker, tot natuurgebied Oberharz verklaard. Het huidige weerstation dateert uit 1939. 
Bij een luchtaanval op 17 april 1945 werd het Wolkenhotel door bommen verwoest. Van 1945 tot april 1947 was de berg bezet door Amerikaanse troepen. Daarna volgde de overname door het Rode Leger, daar het gebied tot de Sovjet-bezettingszone behoorde. Van 1948 tot 1959 was de Brocken vrij toegankelijk. Vanaf 1961 werd de berg, omdat deze in het grensgebied tussen de DDR en de Bondsrepubliek Duitsland lag, tot militaire zone verklaard. De bergtop werd omgebouwd tot een vesting en door het Sovjetleger en de Stasi gebruikt voor bewakings- en spionagedoeleinden. Met de Duitse hereniging werden vanaf 1990 de militaire voorzieningen verwijderd. De Brocken kan sindsdien weer door iedereen bezocht worden.
Het naaldwoud op de Brocken (en ook op andere plaatsen in de Harz) is sinds de tweede helft van de jaren 2010 grotendeels afgestorven door toedoen van de schorskever. Hierdoor is het landschap flink veranderd; onder meer heide, berkenbomen, struikgewas en ander kreupelhout nemen nu hun intrek op de hellingen en doorbreken de monocultuur die het woud kwetsbaar maakte. De uitgedroogde dode boomstammen die er staan en liggen vormen een goede brandstof voor de natuurbranden die er zo nu en dan uitbreken.

## Topografie en toerisme
De Brocken is de hoogste top van het Harzgebergte, alsmede van de Duitse deelstaat Saksen-Anhalt. De berg ligt op de waterscheiding van de stroomgebieden van de Wezer en de Elbe. Van het stroomgebied van de Wezer vormt de Brocken het hoogste punt. De berg is buitengewoon dominant. Binnen een straal van honderden kilometers is geen hoger punt te vinden; de dichtstbijzijnde hogere top, de Fichtelberg (1214 m) in het Ertsgebergte, ligt zuidoostelijk op 223 km afstand.
Het uitzicht vanaf de top van de Brocken is indrukwekkend; het gehele Harzgebergte is te overzien. Bij ideale atmosferische omstandigheden zijn de Dom van Maagdenburg, de bergen van het Thüringer Woud, de Wasserkuppe in de Rhön en de Kahler Asten in het Sauerland waar te nemen. 
Aan de voet van de Brocken ligt in Saksen-Anhalt het dorpje Schierke, de startplaats van een bekende wandelroute naar de Brocken. Van daaruit is de bestijging van de Brocken te voet geen bijzonder zware opgave en wellicht daarom populair bij toeristen. Een ander gunstig uitgangspunt om de Brocken te voet te bestijgen, via de zogenaamde Goetheweg, is het dorpje Torfhaus. Vermoedelijk heeft de schrijver en dichter Goethe deze weg ooit bewandeld.
Sinds 1991 pendelen de voornamelijk door stoomlocomotieven getrokken smalspoortreinen van de Brockenbahn tussen Wernigerode en de Brocken. Het metersporige netwerk van de Harzer Schmalspurbahnen is met 140 kilometer het langste smalspoornetwerk van Duitsland.

## Klimaat
Op de Brocken heersen extreme weersomstandigheden. Door de geïsoleerde ligging en de afwezigheid van hogere toppen in de nabijheid komen er regelmatig zware stormen voor. Mede daardoor ligt de top boven de boomgrens. Er heerst een alpien klimaat met korte zomers. De lange winters brengen maandenlang een gesloten sneeuwbedekking en lage temperaturen met zich mee. 
- Het is 306 dagen per jaar mistig.
- Gemiddeld 100 dagen per jaar is de Brocken met ijs bedekt.
- Er ligt gemiddeld 176 dagen sneeuw.
- Gedurende 85 dagen per jaar blijft het de hele dag onder de 0°C.
- In de winter treden minimumtemperaturen op tot −28°C.
- De gemiddelde jaartemperatuur bedraagt 2,9°C. Ter vergelijking: in Reykjavik is dat 4,7°C.
- Er valt gemiddeld 1422 millimeter neerslag per jaar.
- De hoogst gemeten windsnelheid bedroeg 263 kilometer/uur.

## Zendinstallatie
Al in de jaren 30 van de 20e eeuw wist men de Brocken als perfecte locatie voor zenders te vinden. Tussen 1936 en 1937 werd de eerste televisiezender in de wereld gebouwd, met een hoogte van 53 meter. Ook in de tijd van de Koude Oorlog was de Brocken in gebruik als zendlocatie. In 1973 werd, omdat de oude zender niet meer toereikend was, een nieuwe, 123 meter hoge, zendmast gebouwd. Deze toren staat op drie poten, waarin zich kabelgoten en toegangsmogelijkheden bevinden. In tegenstelling tot de oude mast is de huidige niet voor het publiek toegankelijk. In de eerste helft van de jaren 1990 werd de oude mast afgebroken en werden de voorzieningen geheel naar de nieuwe toren overgebracht. Op een van de oudere zendmasten is later een radarinstallatie gebouwd, ten behoeve van de Duitse luchtverkeersleiding. Er is ook een weerstation gestationeerd.